# Decennia
『Decennia』（ディセニア）は、AKINO with bless4の2枚目のオリジナルアルバム。2015年3月25日にFlyingDogから発売された。

## 録音
本作『Decennia』には、初出となる新曲が3曲（セルフカバーを含むと4曲）収録されている。レコーディングは2015年2月11日に全てが完了した。

## 音楽性／構成
AKINOのソロデビュー10周年記念アルバム。
アルバムタイトル『Decennia』はラテン語の「decennium」の複数形であり、〈今までの10年〉〈これからの10年へ向けて…〉というAKINOの想いが込められている。AKINOいわく、タイトル決定前から【10年】という意味を持たせることは決まっていて、実姉のKANASAが現タイトル『Decennia』を提案したところ、「これしかない！」と即決したという。
『アクエリオンEVOL』からはオリコンチャート3位を獲得した「君の神話〜アクエリオン第二章」をはじめとするOPテーマ、EDテーマ、挿入歌のほか、有料音楽配信ゴールド認定を獲得した『甘城ブリリアントパーク』の「エクストラ・マジック・アワー」、数々のランキングで1位を記録した『艦隊これくしょん -艦これ-』の「海色」など、『Lost in Time』以降にリリースされたテレビアニメ関連曲、及びシングル表題曲は全て網羅されている。

## リリース
前作『Lost in Time』から実に8年振りとなるオリジナルアルバム。今回は〈AKINO with bless4〉名義でのリリースとなった。

## プロモーション・マーケティング
2015年3月、本作を紹介するCMが放送された。CMでは「海色」のMVが使用され、AKINO自らがナレーションを務めた。

## アートワーク／パッケージ
同梱ブックレットには、AKINOがデザイン・制作をした様々な衣装を身に纏った自身の写真が掲載されている。

## 評価
| 専門評論家によるレビュー | 専門評論家によるレビュー |
| レビュー・スコア         | レビュー・スコア         |
| 出典                     | 評価                     |
| ------------------------ | ------------------------ |
| CDジャーナル             | 肯定的                   |

CDジャーナルは、「ソロデビュー10周年記念にふさわしい充実度満点の一枚」と評した。

## ミュージック・ビデオ
本作は初回限定盤（VTZL-98）のみ「エクストラ・マジック・アワー」・「海色」のMVを収録したDVDが同梱されている。

## ライヴ・パフォーマンス
本作の発売を記念し、東京・大阪で『アルバム『Decennia』発売記念 購入者対象スペシャルライブ』が開催された。大阪では2015年5月16日にアメリカ村CLUB JOULEで、東京では翌月6日に新宿FACEでそれぞれ行われた。東京公演では、ライヴ中にAKINOが靴を飛ばしてしまうアクシデントが発生した。

## チャート成績
| チャート         | 最高位 |
| ---------------- | ------ |
| オリコン（週間） | 44位   |

## 収録内容
※赤字タイトルはCD初収録作品

### Disc. 1
CD
1. パラドキシカルZOO [4:34]
  - 作詞： Gabriela Robin、岩里祐穂 / 作曲・編曲：菅野よう子
  - 歌唱：AKINO with bless4
  - テレビアニメ『アクエリオンEVOL』後期OPテーマ
2. イヴの断片 [4:57]
  - 作詞：Gabriela Robin / 作曲・編曲：菅野よう子
  - 歌唱：AKINO from bless4
  - テレビアニメ『アクエリオンEVOL』挿入歌
3. 君の神話〜アクエリオン第二章 [5:31]
  - 作詞：Gabriela Robin / 作曲・編曲：菅野よう子
  - 歌唱：AKINO with bless4
  - テレビアニメ『アクエリオンEVOL』前期OP主題歌
4. 月光シンフォニア [3:54]
  - 作詞：Gabriela Robin / 作曲・編曲：菅野よう子
  - 歌唱：AKINO & AIKI from bless4
  - テレビアニメ『アクエリオンEVOL』前期EDテーマ
5. ZERO ゼロ [4:44]
  - 作詞：岩里祐穂、Gabriela Robin / 作曲・編曲：菅野よう子
  - 歌唱：AKINO from bless4
  - テレビアニメ『アクエリオンEVOL』挿入歌
6. Genesis of LOVE〜愛の起源 [4:40]
  - 作詞：岩里祐穂 / 作曲・編曲：菅野よう子
  - 歌唱：AKINO with bless4
  - PS3/PS Vitaソフト『第3次スーパーロボット大戦Z 時獄篇』BGM
  - 「創聖のアクエリオン」EVOL版New Ver.
7. エクストラ・マジック・アワー [4:15]
  - 作詞：藤林聖子 / 作曲・編曲：鴇沢直
  - 歌唱：AKINO with bless4
  - テレビアニメ『甘城ブリリアントパーク』OPテーマ
8. Jet Coaster Ride [4:14]
  - 作詞：KANASA / 作曲：AKASHI / 編曲：鴇沢直、AKASHI
  - 歌唱：AKINO with bless4
  - テレビアニメ『甘城ブリリアントパーク』挿入歌
9. 海色 [4:15]
  - 作詞：minatoku / 作曲・編曲：WEST GROUND
  - 歌唱：AKINO from bless4
  - テレビアニメ『艦隊これくしょん -艦これ-』OPテーマ
10. The Ghost of You [4:59]
  - 作詞：KANASA / 作曲・編曲：鴇沢直
  - 歌唱：AKINO with bless4
11. 雪のように [4:26]
  - 作詞：KANASA / 作曲・編曲：鴇沢直
  - 歌唱：AKINO with bless4
  - YouTube番組『KAT-TV』挿入歌
12. Let’s Fly [4:48]
  - 作詞：KANASA / 作曲：AKASHI / 編曲：鴇沢直
  - 歌唱：AKINO with bless4
  - YouTube番組『KAT-TV』挿入歌
13. EXTRA MAGIC HOUR -International Edition- [4:17]
  - 作詞：藤林聖子 / 英詞 : KANASA / 作曲・編曲：鴇沢直
  - 歌唱：AKINO with bless4
  - テレビアニメ『甘城ブリリアントパーク』OPテーマ英歌詞Ver.

### Disc. 2
初回限定盤DVD
| #  | タイトル                                      | 作詞 | 作曲・編曲 | 時間  |
| -- | --------------------------------------------- | ---- | ---------- | ----- |
| 1. | 「エクストラ・マジック・アワー」(MUSIC VIDEO) |      |            | 04:21 |
| 2. | 「海色」(MUSIC VIDEO)                         |      |            | 04:30 |

## 受賞と記録
※アルバム初収録作品のみの記述とする
- パラドキシカルZOO
  - RIAJ有料音楽配信チャート - 7位[13]
  - iTunes総合チャート - 6位
- イヴの断片
  - アニソンキング 2012年 神・挿入歌賞 - 受賞[14]
  - iTunesDLアニメ部門 - 1位

## スタッフ・クレジット
Performed & Styling by AKINO

### 楽曲スタッフ
- Executive Producer : 佐々木史朗
- Producer：石川吉元
- Promoter : 益子恵
- Sales Promoter : 山下宏 / 梅本薫
- Recording ＆ Mixing Engineer : 藪原正史 / 安達義規 / 中谷浩平
- Recording Engineer : 石光孝
- Mastering Engineer : 山崎和重
- Musician Coordinaton : 関谷典子 / 荒井成実
- Artist Management：YOSHI川満
- Art Direction ＆ Design : 守矢努
- Photography : 平間晴香
- Hair ＆ Make up : 鈴木彩
- Art Coordination : 井之上伸也
- Editorial Coordination : 藤田奈美

### MVスタッフ

#### 「エクストラ・マジック・アワー」
| 監督   | 外部映像リンク                   | 名義              |
| ------ | -------------------------------- | ----------------- |
| 守矢努 | 「エクストラ・マジック・アワー」 | AKINO with bless4 |

- Producer：井之上伸也
- Director : 守矢努
- Editing Director : 大森規弘
- Director of Photography : 関森崇
- Lighting Director : 藤田昌樹
- Editor＆MA : 軒孝歩
- Production Manager : 野村貴宏
- Film Production : OKNACK Inc.

#### 「海色」
| 監督   | 外部映像リンク | 名義              |
| ------ | -------------- | ----------------- |
| 井上強 | 「海色」       | AKINO from bless4 |

- Producer：井之上伸也
- Director : 井上強
- Director of Photography : 田嶌誠
- Lighting Director : 藤田昌樹
- Editor＆MA : 西村健
- Production Manager : 野村貴宏
- Film Production : OKNACK Inc.

## アルバム未収録楽曲
※記載は楽曲発表順
| タイトル           | タイアップ                                                  | 発表年 |
| ------------------ | ----------------------------------------------------------- | ------ |
| The End begins     | 真・週刊コミックTV＋『超人ロック ニルヴァーナ』テーマソング | 2010年 |
| 運命のプロローグ   | 空想アニメ『クロスピース』関連曲                            | 2011年 |
| 運命の前奏曲       | PS Vita/Switch用ゲーム『戦場の円舞曲』OPテーマ              | 2014年 |
| Just Moving On Now | -                                                           | 2015年 |

## カバー
パラドキシカルZOO
コミック『クズの本懐』8巻（2017年3月25日）- 46話のタイトル名に使用

## ワンマンライヴ

### 解説
2015年11月7日、アルバムと同タイトルの10周年記念ワンマンライヴ『Decennia』をAKINO with bless4名義で開催。ワンマンライヴは昨年9月20日に行われた『KAKUMEI』以来、約1年2ヶ月ぶり。これまでに担当してきたアニメ主題歌を全て披露した。
また、自身でデザイン・制作を担当した衣装を発表するファッションショー・第2回 AKINO's Fashion Collection【AKI-コレ】もライヴ内で併催された。
このライヴはドキュメンタリー映画『Meet the Mormons2』The Entertainersにおいて紹介された。
会場はCLUB CITTA'川﨑。

### スケジュール

#### 開催日時
- 開催日　2015年11月7日
- 開場　16：00 -
- 開演　17：30 -

#### チケット
- 一般発売：10月3日開始[20]

### 協賛
- FlyingDog
- サテライト
- Apaman Network[21]

## 出版

### 解説
2016年4月23日、アルバムと同タイトルの写真集が発売された。60Pフルカラーの内容となっており、衣装は全てAKINOがデザイン・制作を担当している。

### 制作
| STAFF                                                                          | STAFF                  |
| ------------------------------------------------------------------------------ | ---------------------- |
| Executive Producer                                                             | HARU川満 ＆ YOSHI川満  |
| Produced                                                                       | 川満アート・テイメント |
| 衣装 / デザイン                                                                | AKINO                  |
| 衣装（アシスタント）                                                           | YOSHI川満              |
| カメラ                                                                         | STEVE                  |
| カメラ                                                                         | コウノシンヤ           |
| カメラ（アシスタント）                                                         | Kenji                  |
| カメラ（アシスタント）                                                         | Nam                    |
| ヘアメイク                                                                     | KANASA                 |
| ヘアメイク                                                                     | 愛リー                 |
| ヘアメイク                                                                     | アキラ                 |
| ヘアメイク                                                                     | ERICO K2（勝恵理子）   |
| ヘアメイク                                                                     | まじるー               |
| 撮影ロケ地                                                                     |                        |
| - 川満アート・テイメント - bless4スタジオ - Robot Restaurant - CLUB CITTA'川﨑 |                        |